# Bruno Ranieri (militare)
Bruno Ranieri (Ivrea, 1915 – Campagna italiana di Grecia, 23 dicembre 1940) è stato un militare italiano insignito della medaglia d'oro al valor militare alla memoria nel corso della seconda guerra mondiale.

## Biografia
Nacque a Ivrea, provincia di Aosta, nel 1915, figlio di Umberto e Antonietta Leone. 
Dopo aver conseguito il diploma di maturità classica nel Liceo della sua città natale, fu arruolato nel Regio Esercito e nell'ottobre 1934 entrò nell'Regia Accademia Militare di Artiglieria e Genio di Torino da cui uscì due anni dopo con il grado di sottotenente in servizio permanente effettivo assegnato all'arma di artiglieria, specialità artiglieria da montagna.  Frequentata la scuola di applicazione d'arma e promosso tenente, nel 1938 fu destinato a prestare servizio nella 10ª batteria del 4º Reggimento artiglieria da montagna. Alla vigilia dell'Entrata in guerra dell'Italia nella seconda guerra mondiale passò alla 25ª batteria del gruppo "Val Tanaro" con la quale prese parte alle operazioni belliche sulla frontiera alpina occidentale. Il 29 ottobre dello stesso anno partì per l'Albania imbarcandosi a Bari. Cadde in combattimento sul fronte greco-albanese il 23 dicembre 1940. Dopo aver contrastato efficacemente ben 7 attacchi nemici, rimasto ferito insieme ai serventi del pezzo, si lanciò all'attacco dell'avversario con una mitragliatrice nel tentativo di respingere il nemico. Riuscì a porre in salvo la sua batteria ma a causa dell'imponente emorragia perse i sensi decedendo sul posto. Fu insignito della medaglia d'oro al valor militare alla memoria.